# 小行星8884
小行星8884是一颗围绕太阳公转的小行星。1994年2月12日，艾倫·C·吉爾摩、潘蜜拉·M·基爾馬汀在蒂卡普湖发现了此天体。
这颗小行星的绝对星等为132.42660等。